# Церетелево
Церетелево (болг. Церетелево) — село в Болгарии. Находится в Пловдивской области, входит в общину Сыединение. Население составляет 356 человек.

## Название
Старое название Думанли, в 1930 году по просьбе жителей к царю Борису переименовано в Церетелево в честь русского дипломата, князя А. Н. Церетели (1848-1883), активного участника Забалканского похода русской армии.

## Политическая ситуация
В местном кметстве Церетелево, в состав которого входит Церетелево, должность кмета (старосты) исполняет Кремена Апостолова по результатам выборов правления кметства.
Кмет (мэр) общины Сыединение — Атанас Балкански(ГЕРБ болг.(Граждани за европейско развитие на България)) по результатам выборов в правление общины.